# Renato Traiola
Renato Traiola   (Savigliano, 19 de desembre de 1924 - Latina, 18 de gener de 1988) va ser un waterpolista italià que va competir durant la dècada de 1950.
El 1952 va prendre part en els Jocs Olímpics de Hèlsinki, on va guanyar la medalla de bronze en la competició de waterpolo.